# Ernest Deuve
Ernest Joseph Deuve, né à Villerville le 30 mars 1843 et mort à Granville le 20 juillet 1900, est un officier de marine français qui a notamment servi lors des campagnes du Mexique (1861-1867) et du Tonkin.

## Biographie
Ernest Deuve, fils du capitaine de cabotage François Deuve et de Julie Lamidey, naît en 1843 à Villerville.
Suivant la tradition familiale, il bourlingue sur toutes les mers du globe : venu de la marine au long cours, il sert dans la campagne du Mexique (1861-1867) où, alors jeune aspirant de 21 ans, sa belle conduite lui vaut la médaille militaire. Officier en second du vaisseau qui conduit l'empereur Maximilien Ier au Mexique, Ernest Deuve commande la chaloupe qui mène l'empereur jusqu'à la terre ferme. Officier sur vingt et un bâtiments, il navigue en Atlantique, en Méditerranée, en Mer Noire et dans les Caraïbes.
En 1883, veuf d'un premier mariage, avec Louise Marie Claire Pouettre, Ernest Deuve épouse en secondes noces à Annoville Marguerite Couraye du Parc, fille de Léonor Couraye du Parc (1820-1893), juge suppléant à Coutances, peintre et maire d'Annoville et de Dalinde Heurtault de Boisneville et descendante du dernier vicomte de Granville, François Léonor Couraye du Parc (1746-1818), ainsi que de corsaires du roi et de riches armateurs granvillais. Ils auront un fils : François Deuve (1892-1959).
Entre 1884 et 1885, lieutenant de vaisseau sur le transport La Nive, il se distingue lors de la campagne du Tonkin au sein de l'escadre de l'amiral Courbet et est nommé chevalier de la légion d'honneur, mais aussi décoré de l'Ordre royal du Cambodge.
Puis, de retour en France, le lieutenant de vaisseau Ernest Deuve prend le commandement à Granville de L'Alcyone, un cotre armé ayant pour mission "la lutte contre la pêche illégale de nuit, les chalutages non autorisés et la protection des huîtrières de la baie de Granville." Il servira ensuite en Corse et termine sa carrière en tant que capitaine de frégate, sous-directeur du port de Cherbourg en 1897.
Après plus de trente-trois ans de service actif, l'officier se retire à Granville et profite de sa retraite, recevant ses amis officiers et écrivains dont Pierre Loti aux côtés duquel il a combattu lors de la campagne du Tonkin ou encore Claude Farrère, alors jeune enseigne de vaisseau.
Ernest Deuve s'éteint à Granville en 1900.

## Distinctions
- Chevalier de la Légion d'honneur (1884)[3]
- Médaille militaire

## Sources
- Christophe Carichon (préf. Alexandre Lalanne-Berdouticq), Jean Deuve, Artège, 2012, 304 p. (ISBN 9782360401031, présentation en ligne)Prix Armée et Défense 2013 de l'Union nationale des officiers de réserve qui bénéficie du soutien du Ministère de la Défense
- Jean Deuve, « L'Alcyone, stationnaire de Granville en 1886-1888 », Revue de l'Avranchin et du Pays de Granville, tome 80, fascicule no 397, 2003, p. 460.
- Jean Deuve, « François Deuve (1892-1959), un officier de marine granvillais », Revue de l'Avranchin et du Pays de Granville, tome 85, 2008, p. 123-134.
- Jean Deuve, L'ascendance Deuve, dactylographié, s.d.